# 石見銀山
座標: 北緯35度06分46秒 東経132度26分06秒 / 北緯35.11278度 東経132.43500度
石見銀山（いわみぎんざん）は、島根県大田市大森および周辺にある、戦国時代後期から江戸時代前期にかけて最盛期を迎えた日本最大の銀山（現在は閉山）。上述の最盛期に日本は世界の銀の約3分の1を産出したとも推定されるが、当銀山産出の銀がそのかなりの部分を占めたとされる。地元では大森銀山（おおもりぎんざん）と呼ばれ、江戸時代初期は佐摩銀山（さまぎんざん）とも呼ばれた。明治期以降は枯渇した銀に代わり、銅などが採鉱された。本項では石見銀山の概要と歴史、および2007年に登録された世界遺産としての石見銀山についても言及する。

## 概要
鉱脈は石見国東部、現在の島根県大田市大森の地を中心とし、同市仁摩町や温泉津町にも広がっていた。日本を代表する鉱山遺跡として1969年（昭和44年）に国によって史跡に指定。2007年（平成19年）6月28日にニュージーランドのクライストチャーチで開催された第31回世界遺産委員会でユネスコの世界遺産（文化遺産）への登録が決まり、7月2日に正式登録された。一般に銀山開発においては銀の精錬のため大量の薪炭用木材が必要とされたが、石見銀山では適切な森林の管理がなされたことにより環境への負荷の少ない開発がなされ、今日に至るまで銀山一帯には広葉樹などを含む森林が残されてきている点が特に評価されている（後述の「登録までの経緯」の節参照）。2007年には日本の地質百選にも選定されている。
初期には仙ノ山(別名：銀峰山）山頂付近で銀鉱石の露頭の採掘が行われた。石見銀山では銀鉱石は福石（ふくいし）と呼ばれた。開発が進行するにつれ鉱脈に沿って地下深くに採掘が進んだが、江戸期の採掘で良質な銀鉱石は枯渇し後年には黄銅鉱、黄鉄鉱、方鉛鉱など鉱石を主体とする永久鉱床（えいきゅうこうしょう）の採掘に移行した。

## 歴史

### 石見銀山の発見

龍源寺間歩（入口）

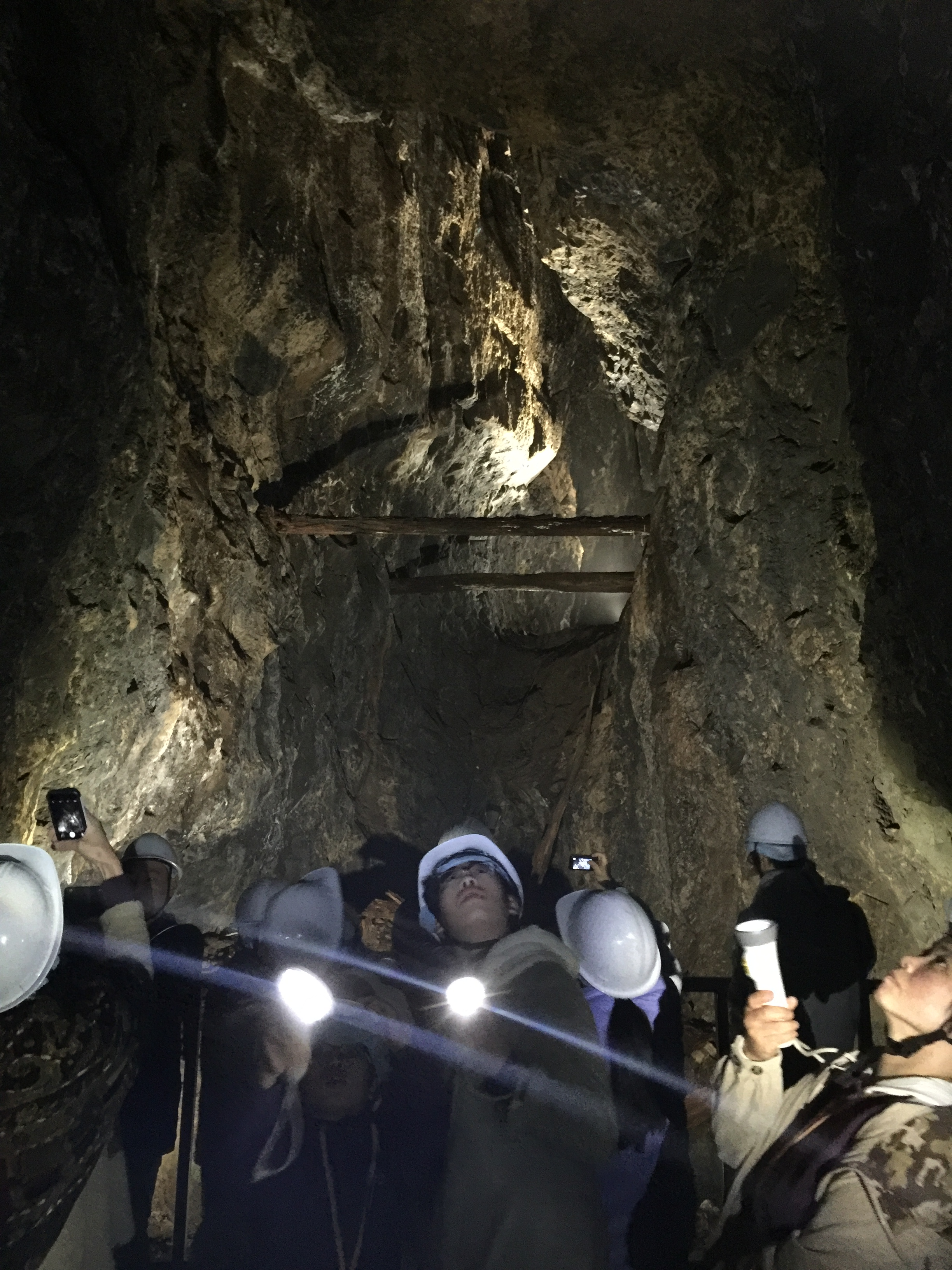
大久保間歩の内部

石見銀山の発見について『石見銀山旧記』は鎌倉時代末期の1309年（延慶2年）に周防の大内弘幸が石見に来訪して北斗妙見大菩薩（北極星）の託宣により銀を発見したという伝説について記しており、この頃からある程度の露天掘りがなされていたと考えられている。それも、「杣の山の深谷に数千貫湧き出したる白銀」を取ったというから、銀鉱が露出した天然銀であったようである（『丸山伝記』）。
その後、大内氏が一時的に採掘を中断していた石見銀山を再発見し、本格的に開発したのは博多の大商人、神屋寿禎（博多三傑・神屋宗湛の曽祖父。姓については神谷、名については寿貞・寿亭とも表記される）であるとされている。海上から山が光るのを見た神屋は、領主・大内義興の支援と出雲国田儀村の銅山主・三島清右衛門の協力を得て、1527年（大永6年）3月、銀峯山の中腹で地下の銀を掘り出した。
義興の死後、大内義隆が九州経営に気を取られている間、1530年（享禄3年）に地方領主・小笠原長隆が銀山を奪ったが、3年後に再び大内氏が奪回した。大内氏は山吹城を構えて銀山守護の拠点とした。
1533年（天文2年）8月、神谷寿貞は博多から宗丹と桂寿を招き海外渡来の銀精錬技術である灰吹法により精錬された。
また、中国大陸における大国である明では、当時銅銭から銀（銀錠・馬蹄銀）を主体とした貨幣体系に変換されつつあったが、経済の発展と共に銀の需要が高まり、日本からも銀の輸入が行われたことで、1540年代以降日本国内においても銀の需要が高まっていった。このことも石見銀山の発展の要因として考えられている。

#### 銀山争奪
1537年（天文6年）、出雲の尼子経久が石見に侵攻、銀山を奪った。ただし、この年に家督を孫の詮久（後の晴久）に譲っている経久が再発見されたばかりの石見銀山の重要性をどこまで認識していたは定かではなく、尼子氏による銀山経営に関する史料が登場するのも詮久（晴久）時代に入ってからものである。2年後に大内氏が銀山を奪還したものの、その2年後に尼子氏が石見小笠原氏を使って再び銀山を占領、大内氏と尼子氏による争奪戦が続いた。
義隆の死後、毛利氏が大内氏に代わり台頭すると、毛利元就は尼子晴久との間で銀山争奪戦を繰り広げた。だが、1556年（弘治2年）の忍原崩れ、1559年（永禄2年）の降露坂の戦いといった戦いでは尼子氏の勝利に終わり、晴久の存命中に元就は石見銀山を奪取しえなかった。
だが、1561年（永禄4年）に晴久が急死すると、後を継いだ尼子義久は家中の動揺を抑えるため、1562年（永禄5年）に毛利氏と「石見不干渉」を約した雲芸和議を結んだ。これにより、最終的に毛利氏が勝利を収めて石見銀山を完全に手中に収めた。そして、山吹城には吉川元春の家臣・森脇市郎左衛門が置かれた。同年12月には石見銀山を朝廷の御料所として献呈する。
天正9年（1581年）7月5日付の石見銀山納所高注文（『毛利家文書』）によると、大森銀山の納所高は一年分合わせて3万3072貫、銀子に換算すると3652枚であった。毛利氏が流浪の足利義昭を奉じて織田信長と天下を競うほどの勢力を誇った要因に、この大森銀山に支えられた経済力があったのである。
その後、1584年（天正12年）に輝元が豊臣秀吉に服属することになると、銀山は豊臣秀吉の上使である近実若狭守と毛利氏の代官である三井善兵衛の共同管理となり、秀吉の朝鮮出兵の軍資金にも充てられた。
1591年（天正19年）、輝元は豊臣秀吉の命により石見銀山を始めとする領国の銀山を治めるため、林就長および柳沢元政を奉行に任命した。
1597年（慶長2年）には、輝元から秀吉に銀3,000枚（129貫、約480キログラム）が、関ヶ原の戦い直後の1600年（慶長5年）の割当では毛利家と徳川家の折半となり各々銀13,000枚ずつが、それぞれ運上されている（『吉岡文書』）。

#### 商業への影響
石見銀山が開発された時期は日本経済の商業的発展の時期と重なっていた。このため、製錬された灰吹銀はソーマ銀と呼ばれ、そのまま日本産銀の銘柄のひとつとして商取引に利用され、またこの灰吹銀を譲葉状に打ち伸ばし加工された石州丁銀およびその後の徳川幕府による慶長丁銀は基本通貨として広く国内（主に西日本、東日本の高額貨幣は金）で流通したばかりでなく、明（中国）、16世紀以降に来航するようになったポルトガル、オランダなどとの間の交易で銀が持ち出された。特に明は大口の商取引、兵士への給与などのため広く秤量銀貨が使用され、その経済規模の為に銀需要は大きかった。また、私貿易を禁止する明の海禁政策にもかかわらず、日明間の密貿易が活発となった。当時の日本の銀産出量は年間平均200トン程度（内石見銀山が38トン、およそ10000貫）と推測されているが、これは世界全体の三分の一に達しており、スペイン王国ペルー副王領ポトシ（現ボリビア）のセロ・リコと並ぶ銀産出地として西洋でも有名になった。石州丁銀は秤量貨幣（額面が無く重量で価値が決定。取引の際は必要に応じ切り分けて使用）のため、原形をとどめる物は希少であるが、島根県は2007年までに石見銀山の銀で製作されたとされる御取納丁銀（おとりおさめちょうぎん）、文禄石州丁銀、御公用丁銀を購入し、これらは島根県立古代出雲歴史博物館における企画展などで展示される。
その殷賑ぶりは、当時のポルトラーノ地図にも記載されている。スペイン国王はイスラム圏から入手した地図を大量に持っており、自らも地図を作成した。銀山を手中にした大名家（大内氏、尼子氏、毛利氏、豊臣氏、徳川氏）の利益は大きく銀10000貫は米に換算すれば100万石を下らない収入となる。なお、イギリス船やオランダ船は日本で産出される銀を「ソモ(Somo)」あるいは「ソーマ(Soma)」と呼んでいたといわれるが、これは銀鉱のある大森地区の旧名である「佐摩」に由来するとされる。

### 江戸幕府による支配

#### 石見銀山領の設置

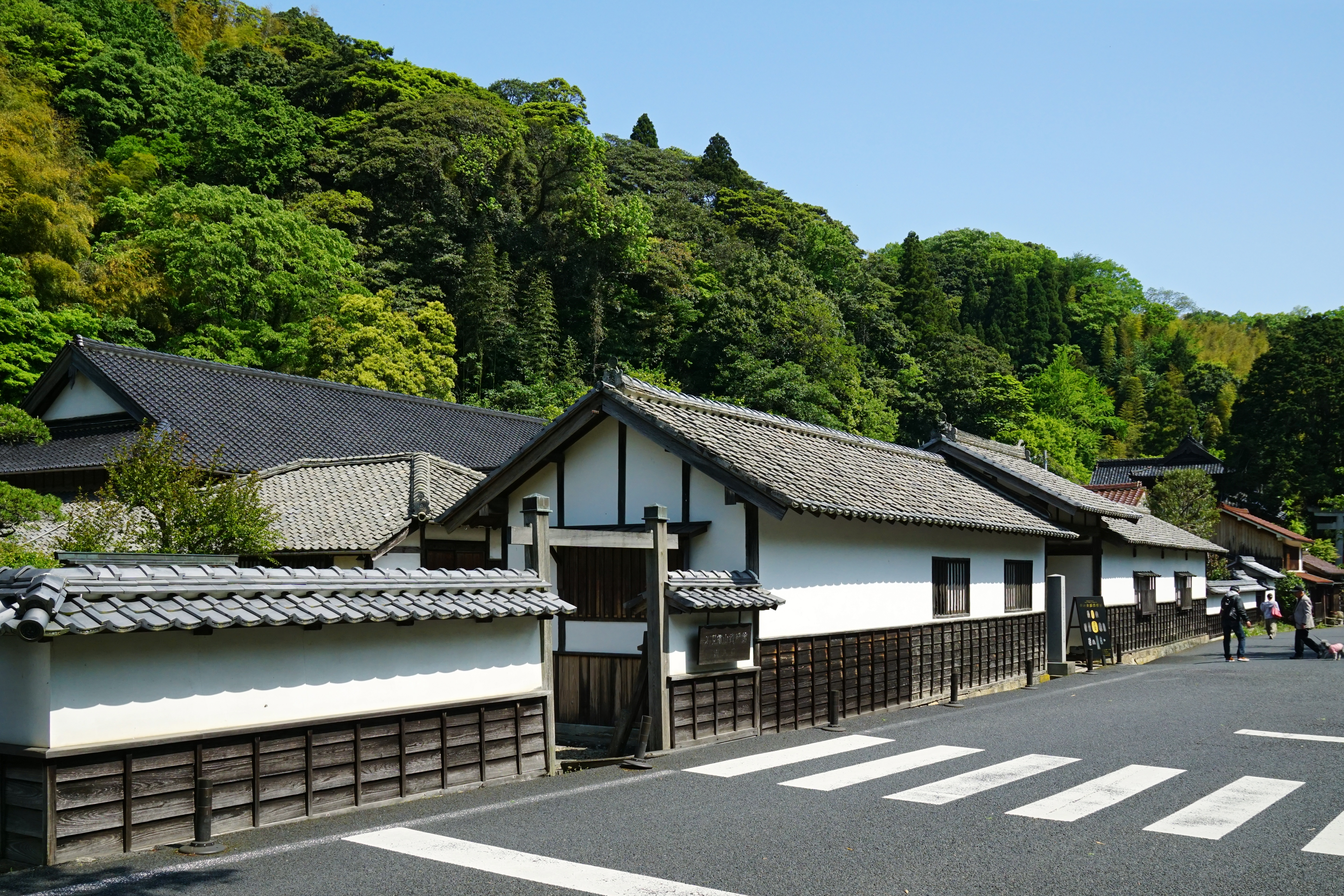
旧大森代官所跡
（石見銀山資料館）

関ヶ原の戦いに勝利した徳川家康は、1600年（慶長5年）11月に石見銀山の接収のために大久保長安と彦坂元正を下向させ、石見の江の川以東を中心とする地域（石見銀山の所在地、邇摩郡大森を中心に安濃郡・邑智郡・那賀郡の4郡146か村と、美濃郡・鹿足郡で6か村の飛地）を幕府直轄領（天領）とし、翌1601年（慶長6年）8月に初代銀山奉行として大久保長安を任命した（なお、初代奉行については『石見銀山旧記』や『石見銀山紀聞』などで大久保長安とされているが、『石見国名跡考』では彦坂元正であるとされている、石見銀山奉行衆から両人宛への書状では大久保長安の宛名が先となっている）。銀山開発の費用・資材（燃料など）を賄うため、周辺の郷村には直轄領である石見銀山領（約5万石）が設置された。大久保長安は山吹城の下屋敷のあった吉迫の陣屋で支配を行ったが、後任の竹村丹後守により大森に奉行所が置かれた。

#### 幕府による銀山開発
大久保長安は山師（鉱山経営者）安原伝兵衛らを使って石見銀山開発を急速に進め、家康に莫大な銀を納め朱印船貿易の元手にもなった。1602年（慶長7年）に安原伝兵衛が釜屋間歩を発見して産出された銀を家康に献上すると、家康は非常に喜び、安原伝兵衛に「備中」の名と身につけていた辻ヶ花染胴服を与えた。
安原伝兵衛の釜屋間歩の発見などにより17世紀初頭(慶長年間から寛永年間)に銀の産出はピークに達し、『当代記』によれば1602年（慶長7年）の運上銀は4-5千貫に達したといわれる。その後、銀産出量は次第に減少し、1675年（延宝3年）に銀山奉行の職は大森代官に格下げされた（大森の奉行所は大森代官所となる）。
海岸部には炭生産のノウハウを有するたたら経営者の製鉄工場が林立し、たたら経営者の中には銀採掘に使われる道具などで消費される鉄と銀製錬のために消費される炭とを本年貢や鍛冶年貢の代替として供給する者もあった。
2017年5月には町年寄を務めた家系の家屋から江戸時代の鉱物資料標本が発見されている。

#### 銀の輸送

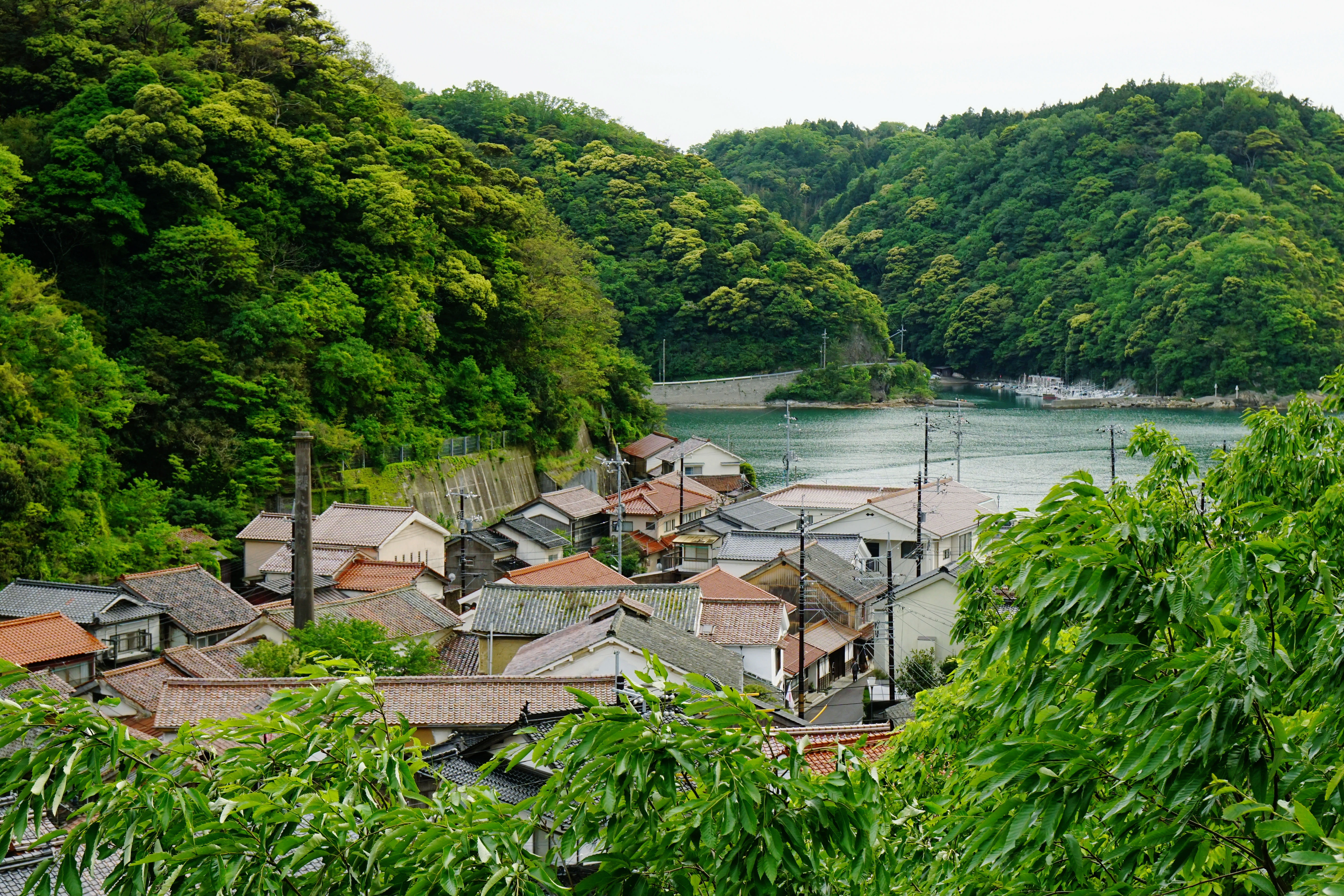
嘗て外港として発展した温泉津

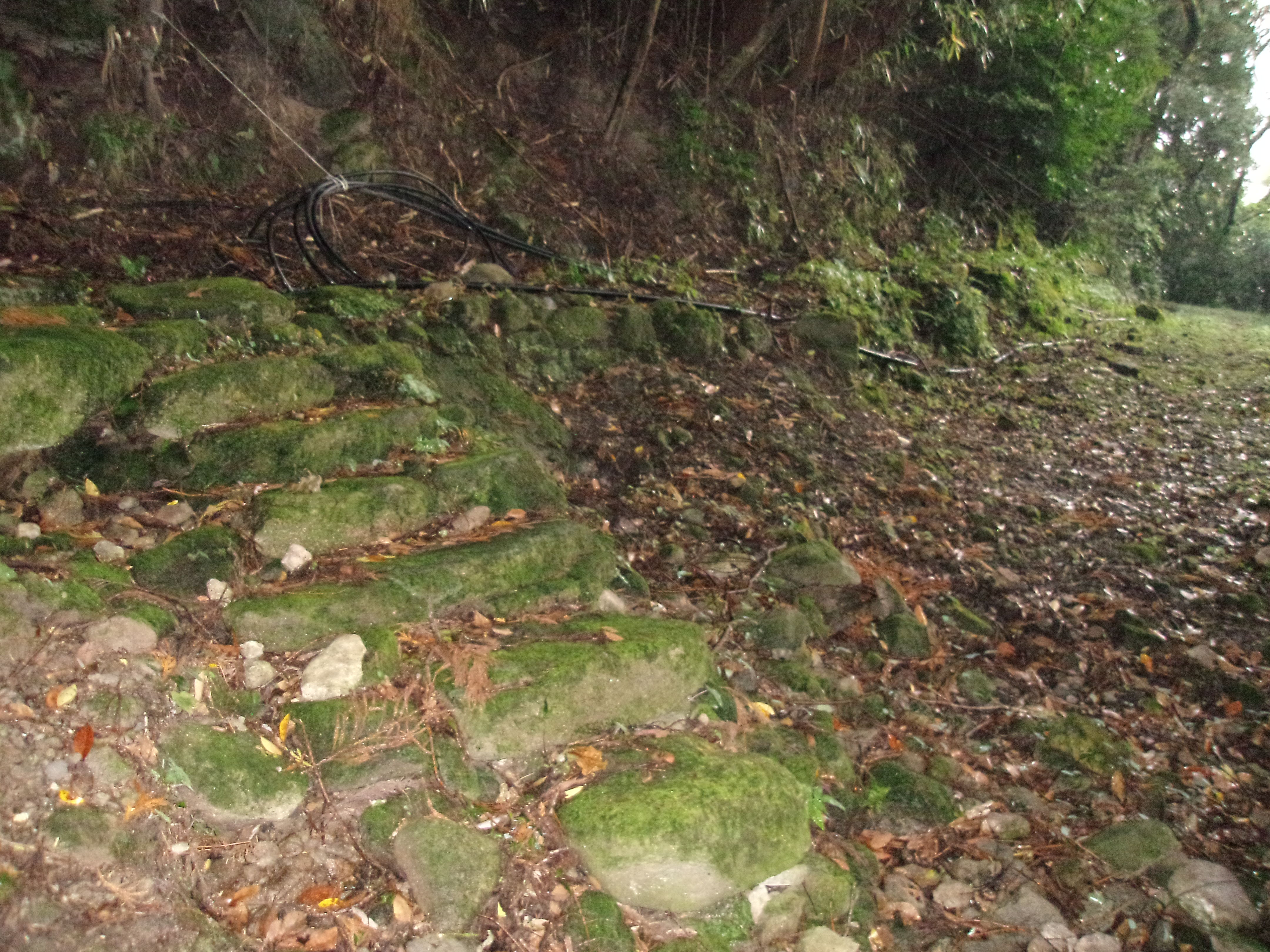
銀山街道 鞆ヶ浦道

当初、産出した灰吹銀は現大田市の鞆ヶ浦や沖泊から船で搬出されていた。冬の日本海は季節風が強く航行に支障が多いため、大久保長安は大森から尾道まで中国山地を越え瀬戸内海へ至る陸路の「銀山街道」（大森-粕淵-九日市（美郷町）-三次-甲山-御調-尾道）を整備し、尾道から京都伏見（1608年（慶長13年）に洛中の両替町に移転）の「銀座」へ輸送するようにした。大森町にある熊谷家は幕府に上納するための公儀灰吹銀を天秤で掛け改め勘定を行う掛屋として任命され、現在、この熊谷家住宅は内部が見学可能である。幕府（代官所外では沿道各藩）により領内の郷村に対する人的・物的負担や、街道各村の銀輸送にあたる人馬の負担が割り当てられたが、これらの賦役は民衆から嫌気される傾向にあった。時として訴え出る者や争議が起こったが、この輸送は幕末まで続いた。

#### 井戸平左衛門
1731年（享保16年）、大岡忠相の推挙により任ぜられた第十九代代官、井戸平左衛門正明（いどへいざえもんまさあきら）は、60歳の高齢と2年というの短い任期にもかかわらず、領民から「いも代官」として慕われ、現在の島根県だけでなく鳥取県・広島県にも功績を称える多くの頌徳碑が建てられている。井戸は享保の大飢饉に苦しむ領民のため、他の地域に先駆けて薩摩国から甘藷（サツマイモ）を導入して普及させ、自らの財産や裕福な農民から募った寄付で米を買い、幕府の許可を得ぬまま代官所の米蔵を開いて与えたり、年貢を免除・減免した（後年、備中国笠岡で没した原因として病死説と切腹説があり、前者が概ね定説となっているが論議も続いている）。
1977年（昭和52年）には杉本苑子が井戸を題材にした小説『終焉』を発表している。

#### 川崎平右衛門
武蔵国で開拓や施しなどを行って来た川崎定孝（川崎平右衛門）は、1762年に石見国大森代官となり、石見銀山の開発に子・孫三代で携わった。

#### 幕府による銀山支配の終焉
石見銀山は江戸時代前期にも日本の膨大な銀需要を支えた（銅も産出）が、元禄期になると次第に産出量が少なくなり、江戸末期には深く掘らなければ銀を産出できなくなり、地下水にも悩まされ採算がとれなくなっていった。
1866年（慶応2年）6月の第二次長州戦争において、幕府は石見国に紀州藩・備後福山藩・浜田藩・松江藩の藩兵を出動させたが、長州軍の進発を食い止めることができず、7月に浜田藩主・松平武聡は浜田城を脱出しその後落城した。これにより長州軍の石見銀山領への進撃は不可避なものとなり、最後の大森代官・鍋田三郎右衛門成憲は7月20日の夜に銀山付の役人を引き連れて備中国倉敷へと逃亡し、石見銀山の幕府支配は終焉を迎えた。以後、旧石見銀山領は長州藩によって支配されることとなり、鍋田成憲が逃亡したのちに発生した一揆は長州藩などによって鎮められた。そして、1869年（明治2年）8月に大森県が設置されたことによって長州藩による支配は終わった。

### 明治期以降の石見銀山と終末

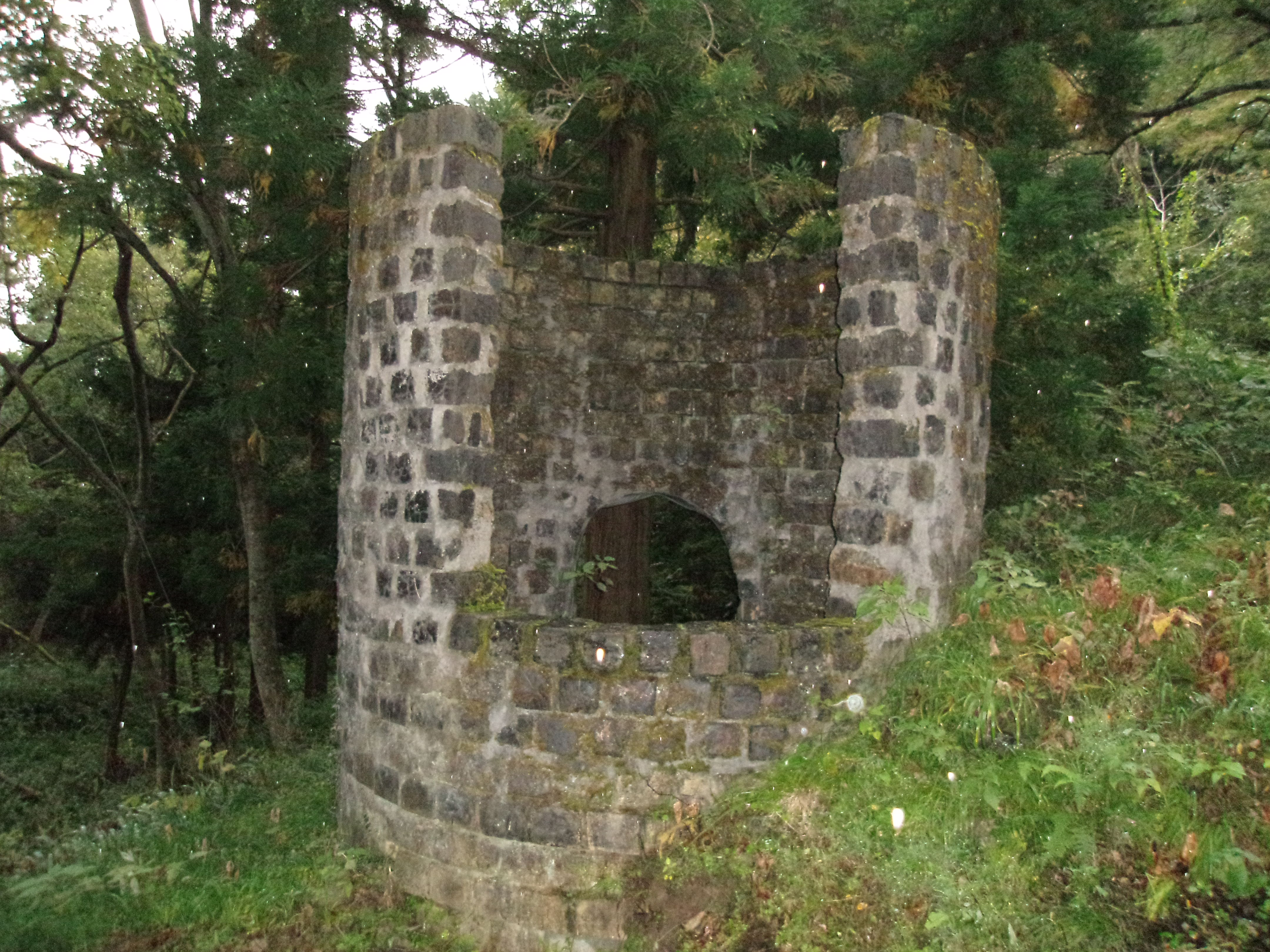
藤田組による煉瓦製煙道

石見銀山は1868年（明治元年）の太政官布告による民間払い下げにより田中義太郎が経営権を取得したものの、1872年（明治5年）の浜田地震の被害を受けてしばらく休山となった。[1873年（明治6年）頃に松江市の安達惣右衛門が別の鉱区を経営していたともいわれるが記録が少なく詳細についてはわかっていない]　その後、1886年（明治19年）からは大阪の藤田組（後に同和鉱業から現在はDOWAホールディングス）により再開発の試みが続けられた。藤田組は採鉱施設・事務所などを大森から柑子谷（仁摩町大国）の「永久鉱山」に移したが、その頃主に採掘されていた銅の価格の暴落や坑内の環境の悪化などにより1923年（大正12年）には休山するに至った。その後、日中戦争、太平洋戦争の最中、軍需物資としての銅の国産化を目論んで、1941年（昭和16年）より銅の再産出を試みるものの、1943年（昭和18年）の水害で坑道が水没する打撃を受け、完全閉山となる。鉱業権はDOWAホールディングスが保有していた。DOWAホールディングスは大久保間歩周囲などでボーリング調査を実施したが、採算が取れる鉱脈は無いと判断され採鉱は実施されていない。2006年（平成18年）鉱業権がDOWAホールディングスから島根県に譲与された。

## 石見銀山と鉱山技術

### 「間歩」の広がり

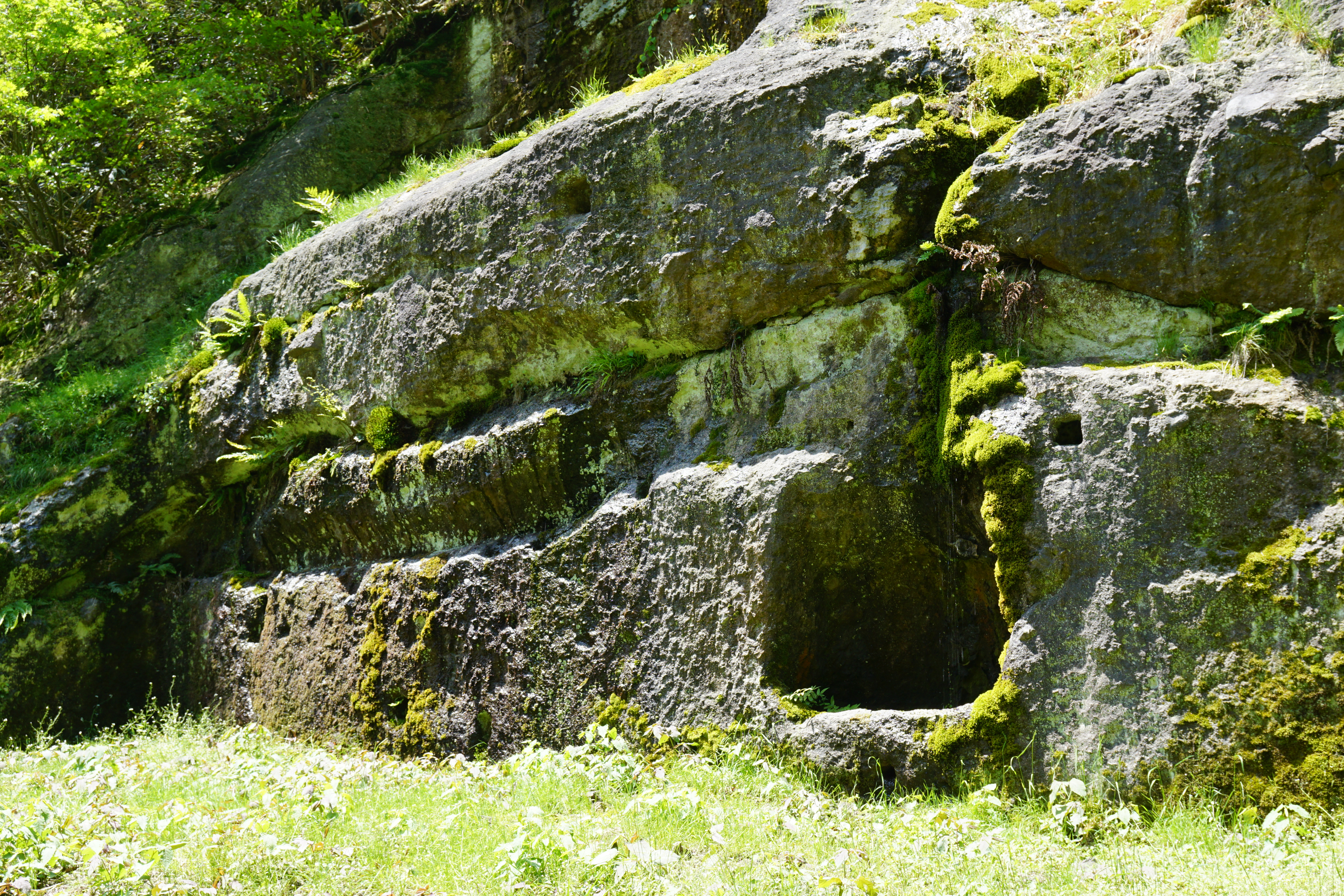
釜屋間歩

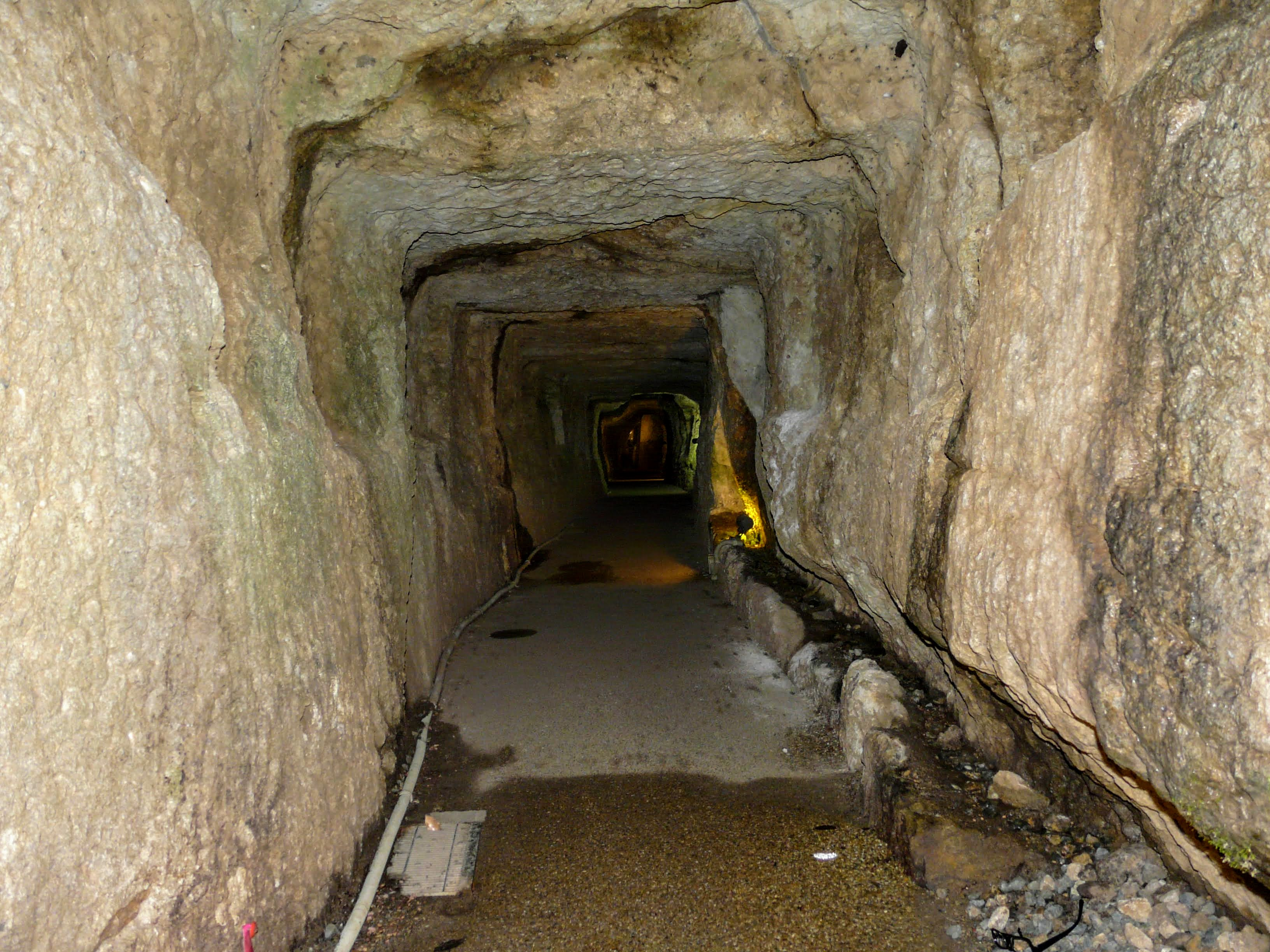
龍源寺間歩内部

2015年現在、銀山採掘のために掘られた「間歩」（まぶ）と呼ばれる坑道や水抜き坑が700余り確認されている。主な坑道としては、釜屋間歩、龍源寺間歩、大久保間歩、永久坑道などが挙げられる。大久保間歩は、江戸時代から明治時代にかけて開発され、大久保長安が槍を持って馬に乗ったまま入れたとされる。大久保間歩の下方に位置する金生坑は、明治時代に作られた水抜き坑道であり、大久保間歩内部より金生坑に通じる階段を見ることが出来る。大久保間歩は、坑道周囲に住む住民の通路としても使用され山を抜けて反対側の学校に通学する子供たちの通学路ともなった。大久保間歩は江戸時代は手掘りであったが、後にドリルによって坑道が拡大され、木製軌道が敷かれてトロッコを用いて鉱石の搬出が行われた。釜屋間歩は大久保間歩の更に上側に位置する坑道で、安原伝兵衛によって開発されたとされる。周囲には現場で精錬を行った遺跡も発掘されている。これらの坑道は内部で互いに接続しており、最深部は永久坑道の標高400mのところから200m掘った坑道が確認されている。山頂部には露頭を掘った跡や集落の跡が残っており、当時高価だった海外製の陶器の破片などが発掘されている。坑道から搬出された鉱石のうち、不要な石（ズリ）は、周辺の谷を埋め平地を作るのに使用された。電灯が導入されるまでは、サザエの殻に、菜種油を満たした灯り、「らとう（螺灯）」が長く使用されていた。このサザエの殻を使用した灯りは、大田市のマスコットキャラクター、らとちゃんのデザインにも用いられている。

### 鉱山病対策

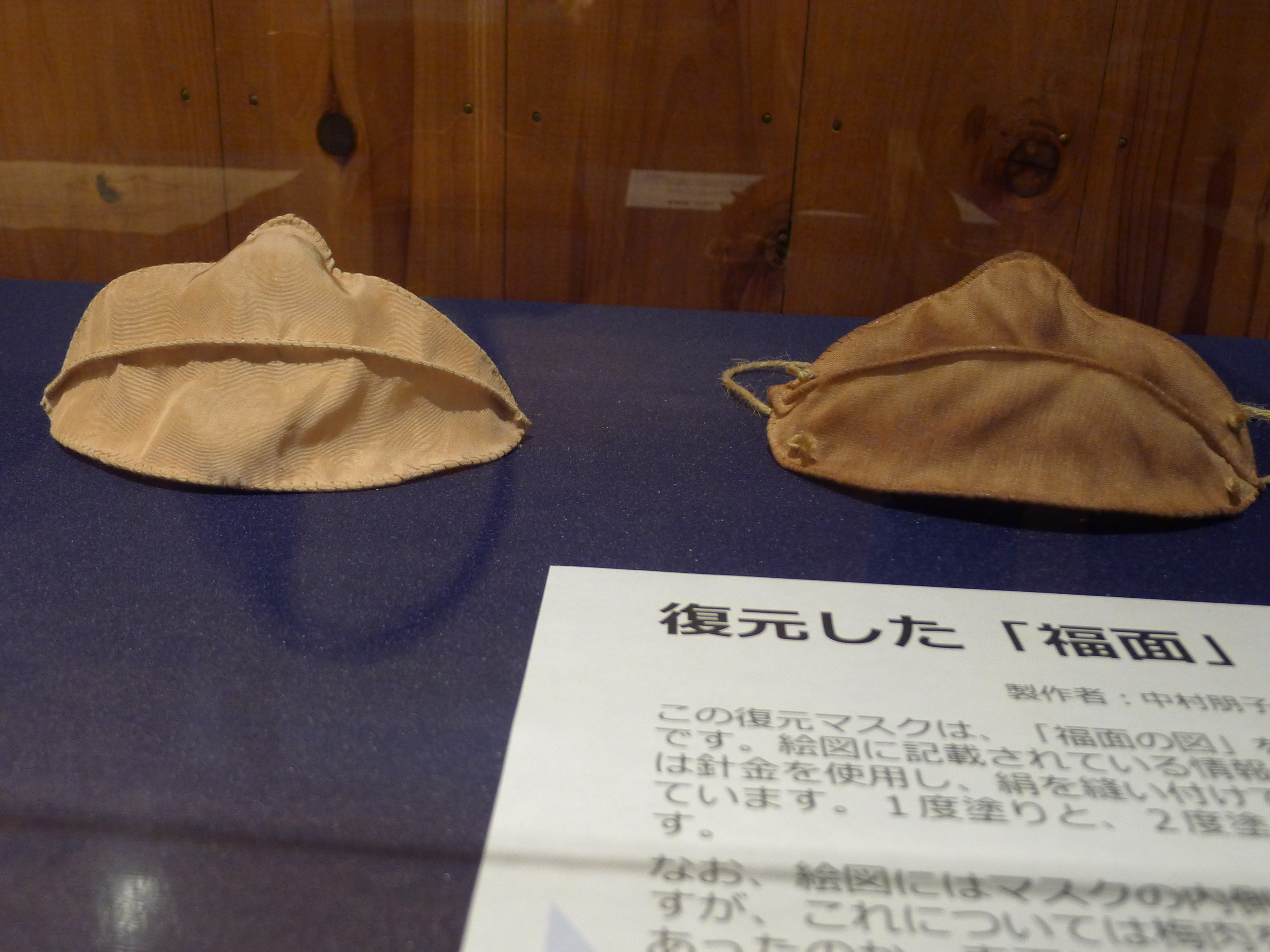
石見銀山資料館に展示される福面（複製品）

1853年（嘉永6年）10月に石見銀山第56代代官に着任した屋代増之助忠良は、備中国笠岡の本草家である中村耕雲に鉱山病対策を依頼した。中村耕雲は1855年（安政2年）4月に笠岡の蘭方医である宮太柱とともに大森に赴き、鉱山病の調査と対策に当たらせ、1858年（安政5年）6月まで滞在した。その対策をとりまとめた書物が「濟生卑言」である。「濟生卑言」では「坑毒種性」と「治術器械」に分けて疾病の原因と通気等による浄化対策を説明しており、さらに「戴光不足、摂生失度」など坑夫の健康管理も含めた予防的な総合対策を提唱しており画期的なものであった。「濟生卑言」には防護用具の覆面（マスク）として「福面附梅肉攻験」が記されている（梅肉を練りこんだ「福面」と呼ばれるマスク）。銀の採掘が活発だった頃から梅の木が多く植栽され、大森の町の景観の特徴になっている。その後、通気管完成褒美として1857年（安政4年）5月に宮太柱らに褒賞が与えられている。
「済生卑言」は1857年（安政4年）10月に屋代増之助から御勘定所を通して老中に報告され、佐渡など他の金銀銅山にも紹介された。治療として江戸時代の各種施薬が効果を得たとは考えにくいものの、予防法として「済生卑言」で示された局所排気装置の普及（換気）や呼吸用保護具の着用（マスク）は、後世の粉じん障害防止総合対策と通じるところがあり先見性が指摘される。

## 世界遺産

### 市・県・国による文化財指定と保護
石見銀山にある歴史的な建造物や遺構は市・県・国などによって文化財に指定・選定され保護されてきた。1967年（昭和42年）に石見銀山は島根県から「大森銀山遺跡」として県指定史跡に指定され、さらに1969年（昭和44年）には国から「石見銀山遺跡」として史跡に指定された。さらに、大森銀山地区の町並みは1987年（昭和62年）に重要伝統的建造物群保存地区（種別 鉱山町）として選定され、銀の積出港であった温泉津地区の町並みは港町・温泉町として2004年（平成16年）に重要伝統的建造物群保存地区（種別 港町・鉱山町）として選定された。また、大森銀山伝統的建造物群保存地区は2007年に、温泉津伝統的建造物群保存地区は2009年に、それぞれ選定区域を拡大している。

### 登録までの経緯
日本政府は「東西文明交流に影響を与え、自然と調和した文化的景観を形作っている、世界に類を見ない鉱山である」として、「石見銀山遺跡とその文化的景観」の世界遺産登録を目指し、2001年に世界遺産登録の前提となる「暫定リスト」に掲載し、2006年1月にユネスコ世界遺産委員会に推薦書を提出した。
2007年5月、各国から推薦された世界遺産登録候補を審査するユネスコの諮問機関である国際記念物遺跡会議（ICOMOS）が、遺跡の「顕著な普遍的価値」の証明が不十分であることを理由に「石見銀山は登録延期が適当」と勧告した。それを受け、日本政府や地元は「世界遺産への登録は極めて厳しい」と判断したが、ユネスコの日本政府代表部は、委員会構成国の大使や専門家に、勧告に反論する110ページにわたる英文の「補足情報」を送るなどして、石見銀山の特徴である「山を崩したり森林を伐採したりせず、狭い坑道を掘り進んで採掘するという、環境に配慮した生産方式」を積極的に紹介し、巻き返しのための外交活動を展開した。
結果、「21世紀が必要としている環境への配慮」がすでにこの場所で行われていたことが委員の反響を呼び、6月28日、世界遺産委員会の審議により、世界遺産（文化遺産）としての登録が満場一致で決定された。日本の世界遺産登録としては14件目であり、文化遺産としては11件目、産業遺産としてはアジア初の登録となる。

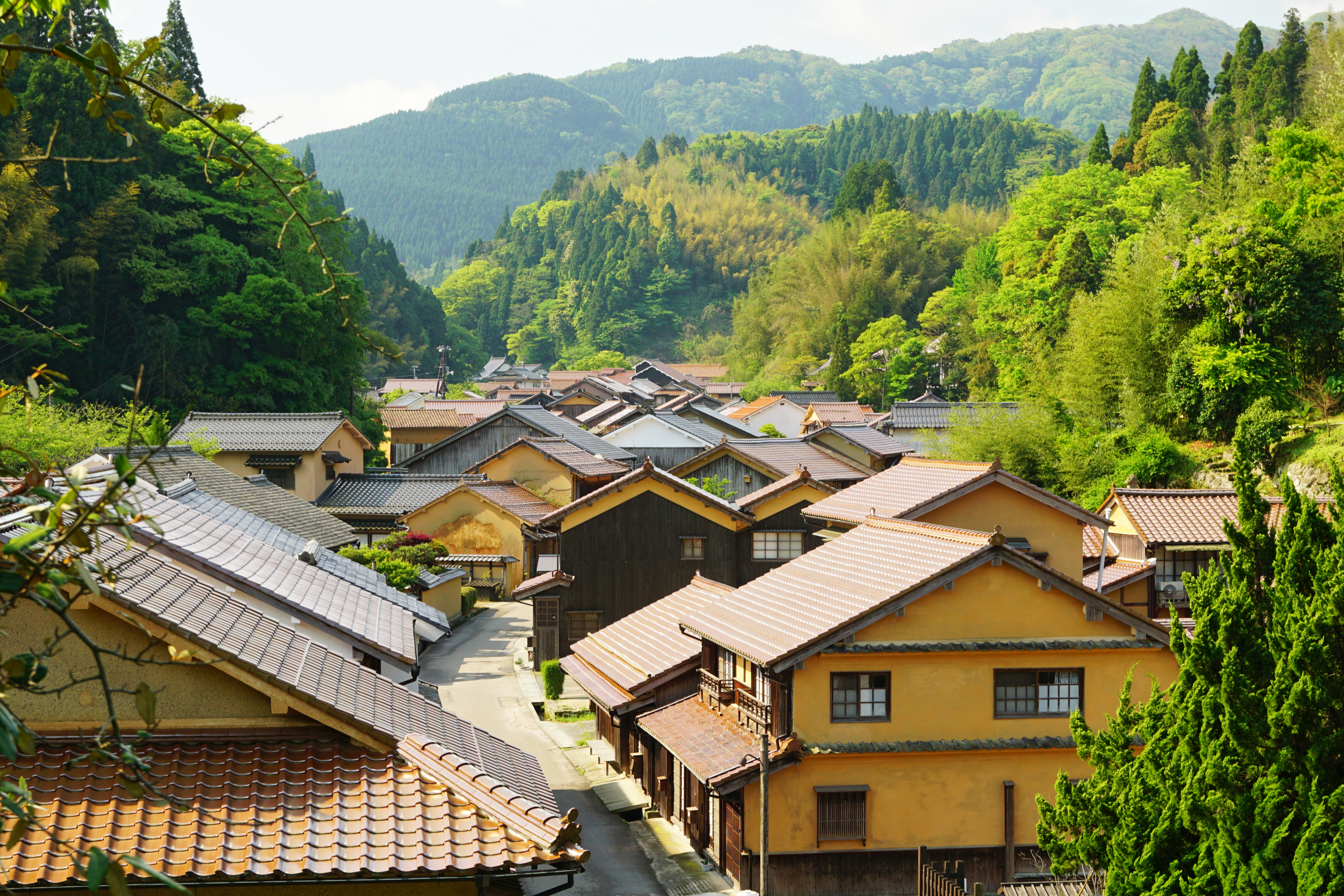
修景された大森の町並みと森林

石見銀山が世界遺産に登録された際、海外ではその価値を疑問視する報道が相次いだ。例えばイギリスの『インデペンデント紙』は、1970年代まで廃屋が建ち並んでいた大森地区は地元企業中村ブレイスの中村俊郎らによって作られた街並景観であることや（アダプティブユース#例を参照）、ICOMOSは登録基準のいずれも満たしていないとしたが外交官を巻き込み金銭を惜しまない凄まじいロビー活動を展開したことを指摘した。

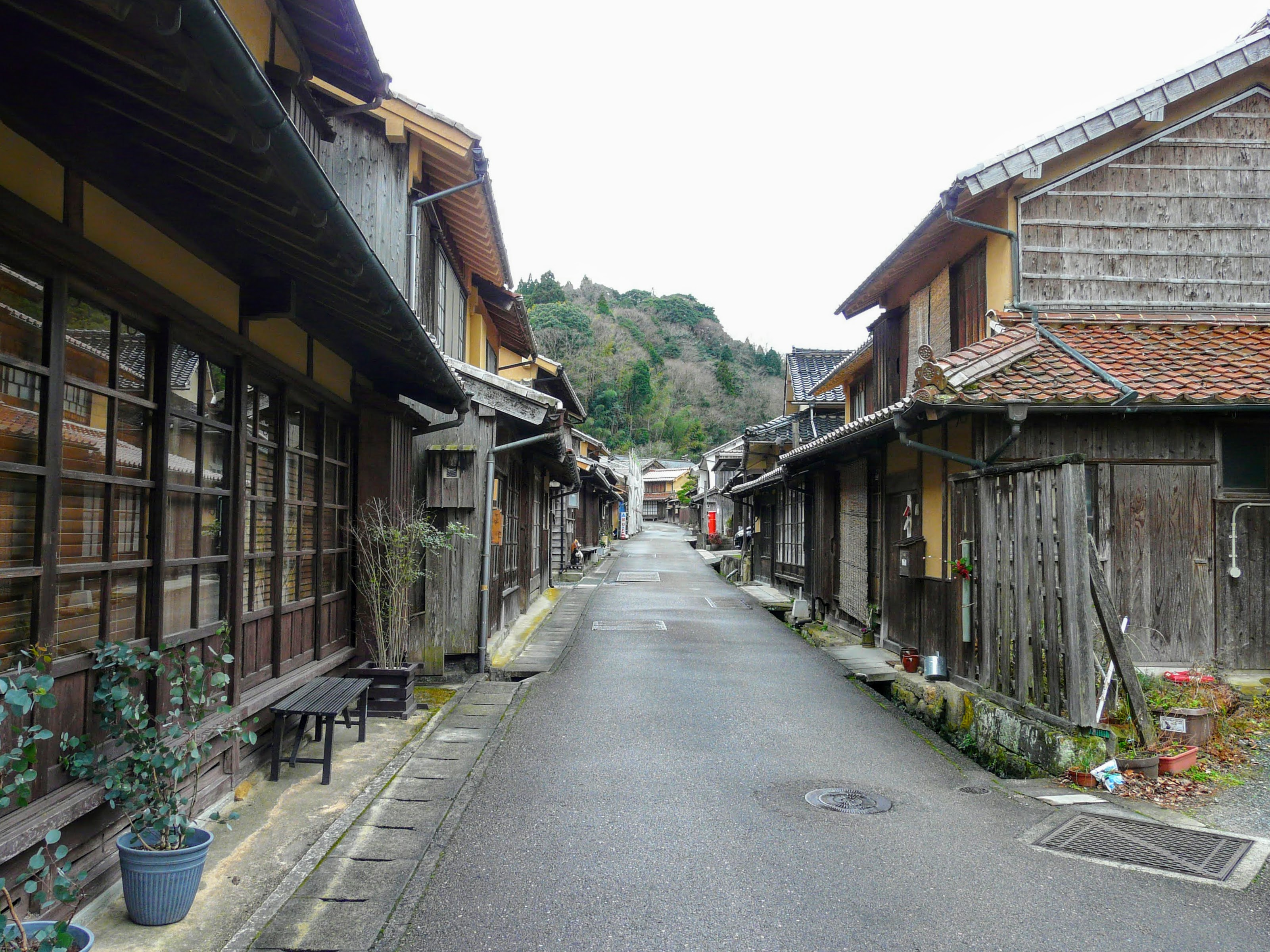
修景された大森の町並み

石見銀山の登録に向けて日本側の代表として外交活動を率いた、近藤誠一ユネスコ大使は、2007年9月8日に、島根県大田市で開かれたシンポジウムの中で、銀山周辺に残る自然が逆転登録の決め手になったことを明かしている。近藤大使はICOMOS
による登録延期勧告を受け、各国の政府代表などに対し、石見銀山が伐採した分だけ植林していたことなど、推薦書に記載していた自然に対する配慮の歴史（自然と人間の共生）を積極的に説明したところ、政府代表らの反応が良く強い手ごたえを感じたという。なお、石見銀山における植林史に関しては脇田晴子の研究によるところが大きい。
また、採掘→精錬→運搬→搬出という産業としての一連の流れを表現している点も評価された。

### 登録対象
和名は島根県教育庁文化財課世界遺産室による公式サイトの表記、英語表記と数字はユネスコ世界遺産センターによる世界遺産登録物件名と世界遺産登録ID。

#### 銀鉱山跡と鉱山町

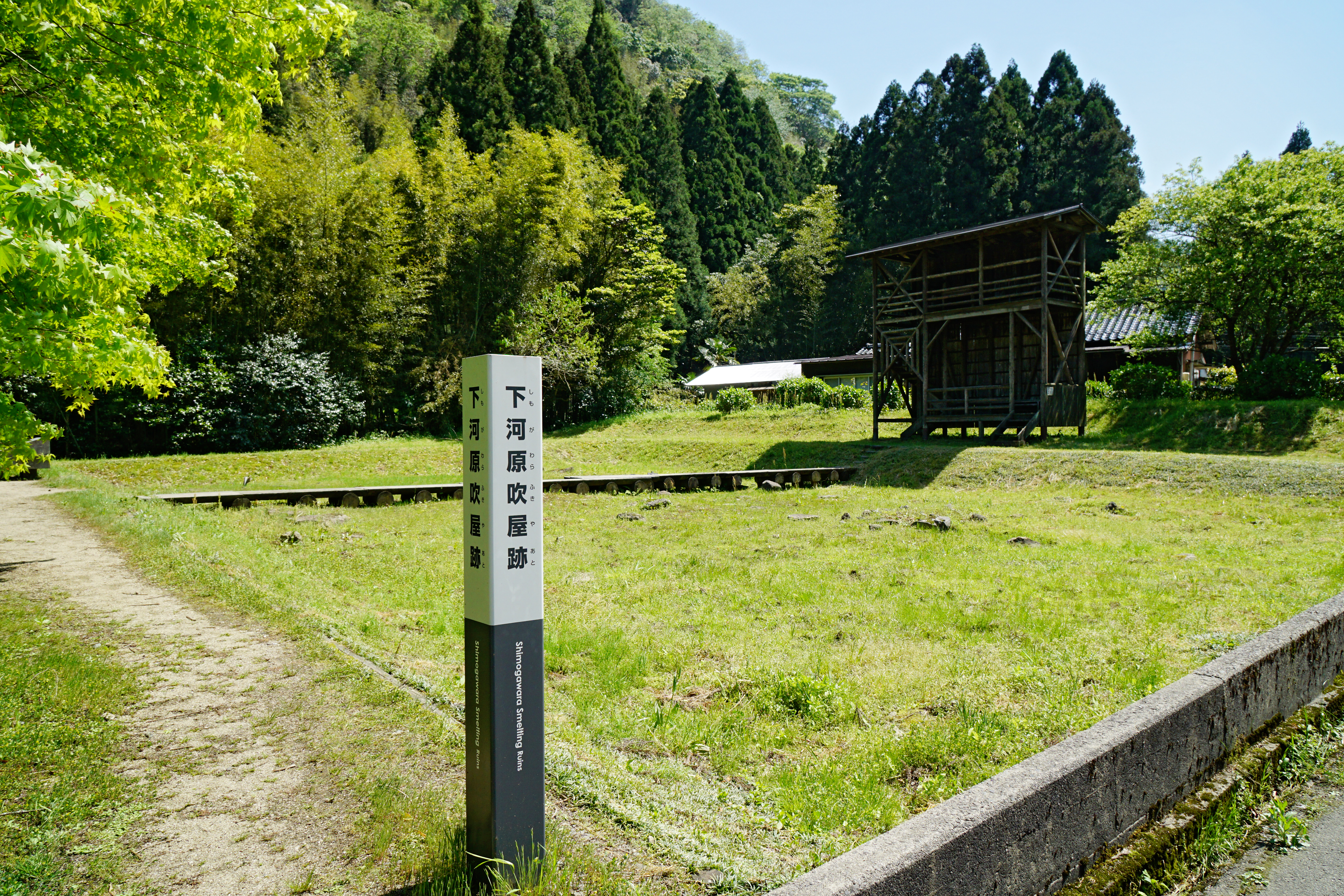
銀山柵内・下河原吹屋跡

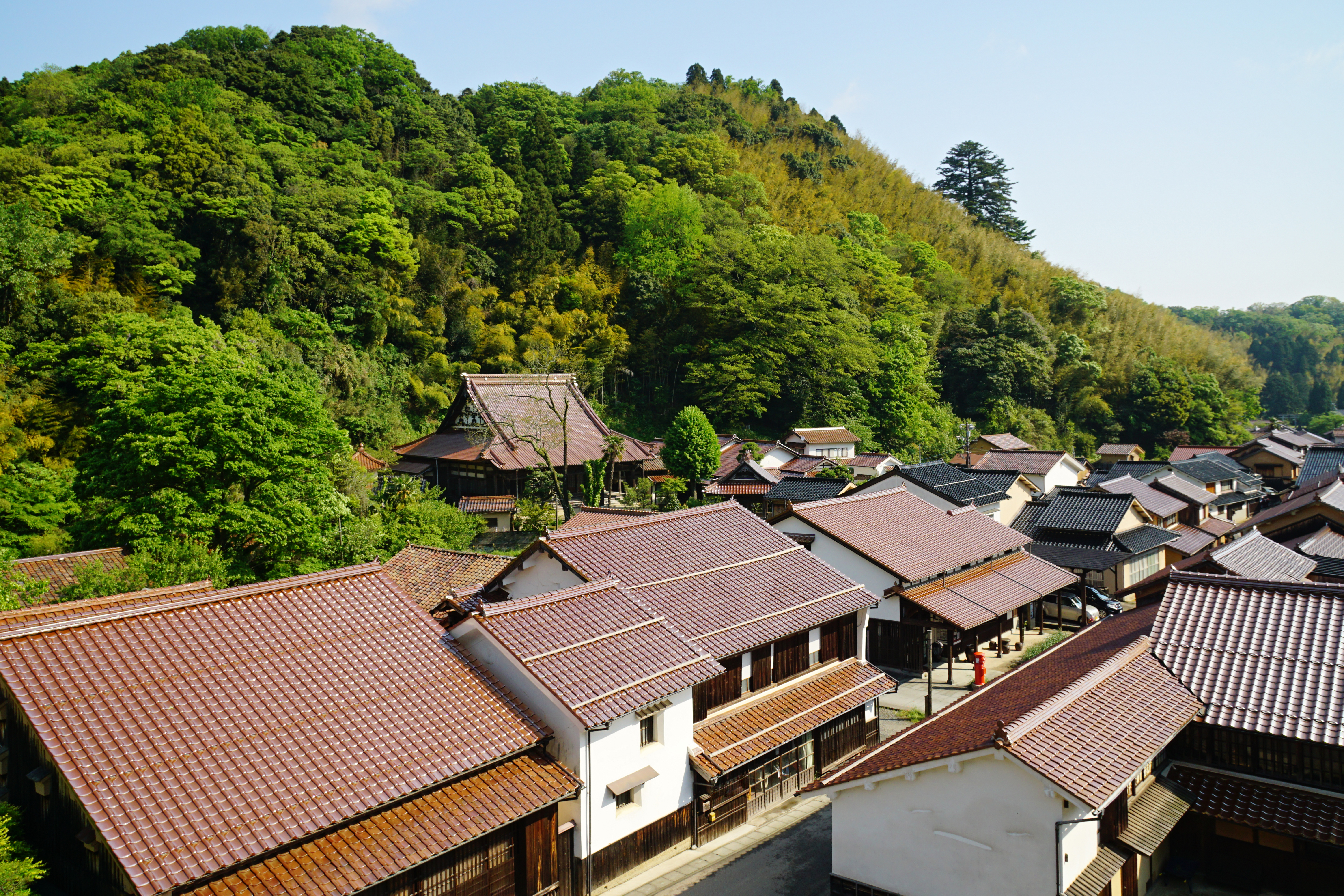
大森銀山伝統的重要建造物群保存地区

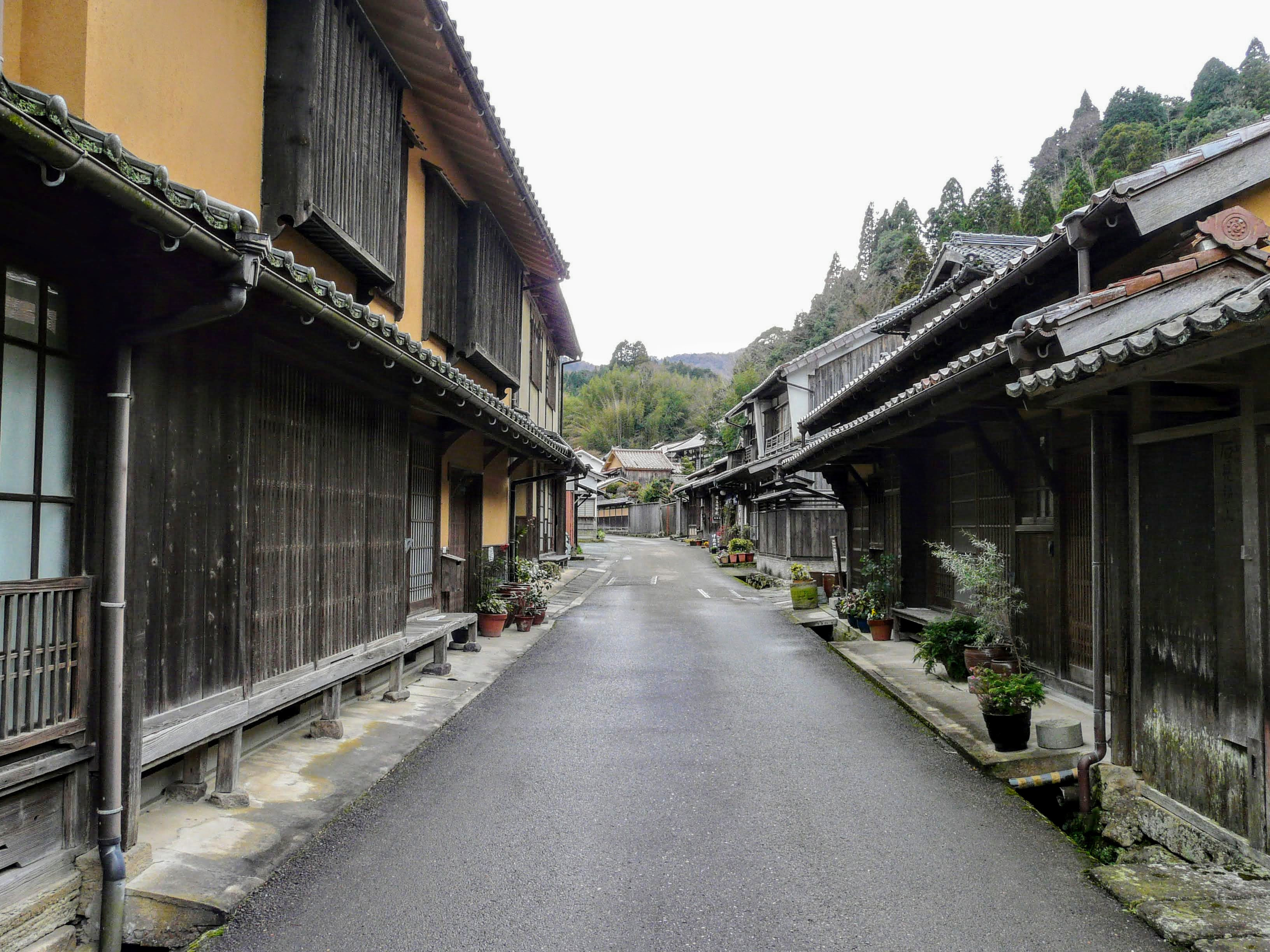
大森銀山伝統的重要建造物群保存地区

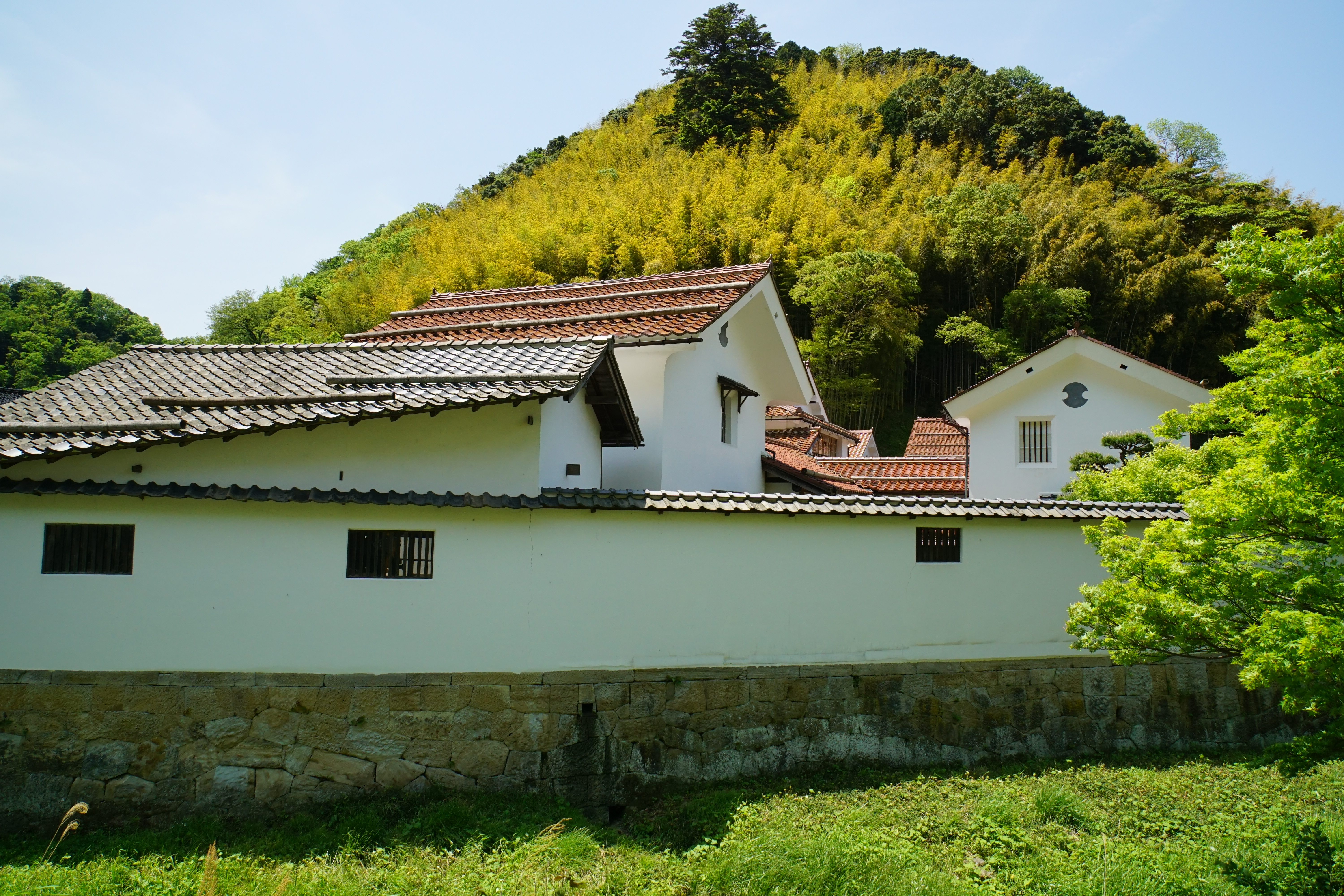
熊谷家住宅

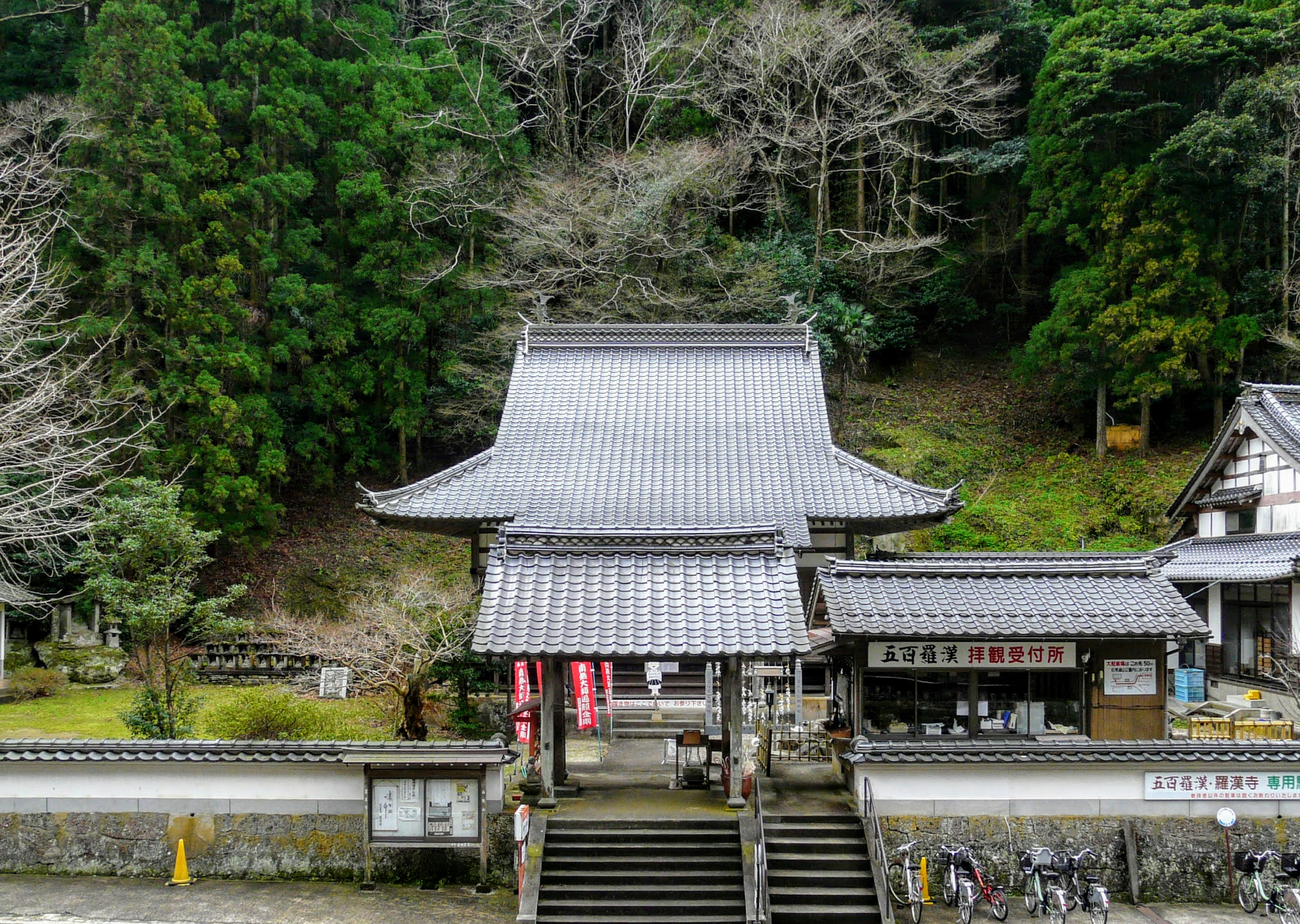
羅漢寺

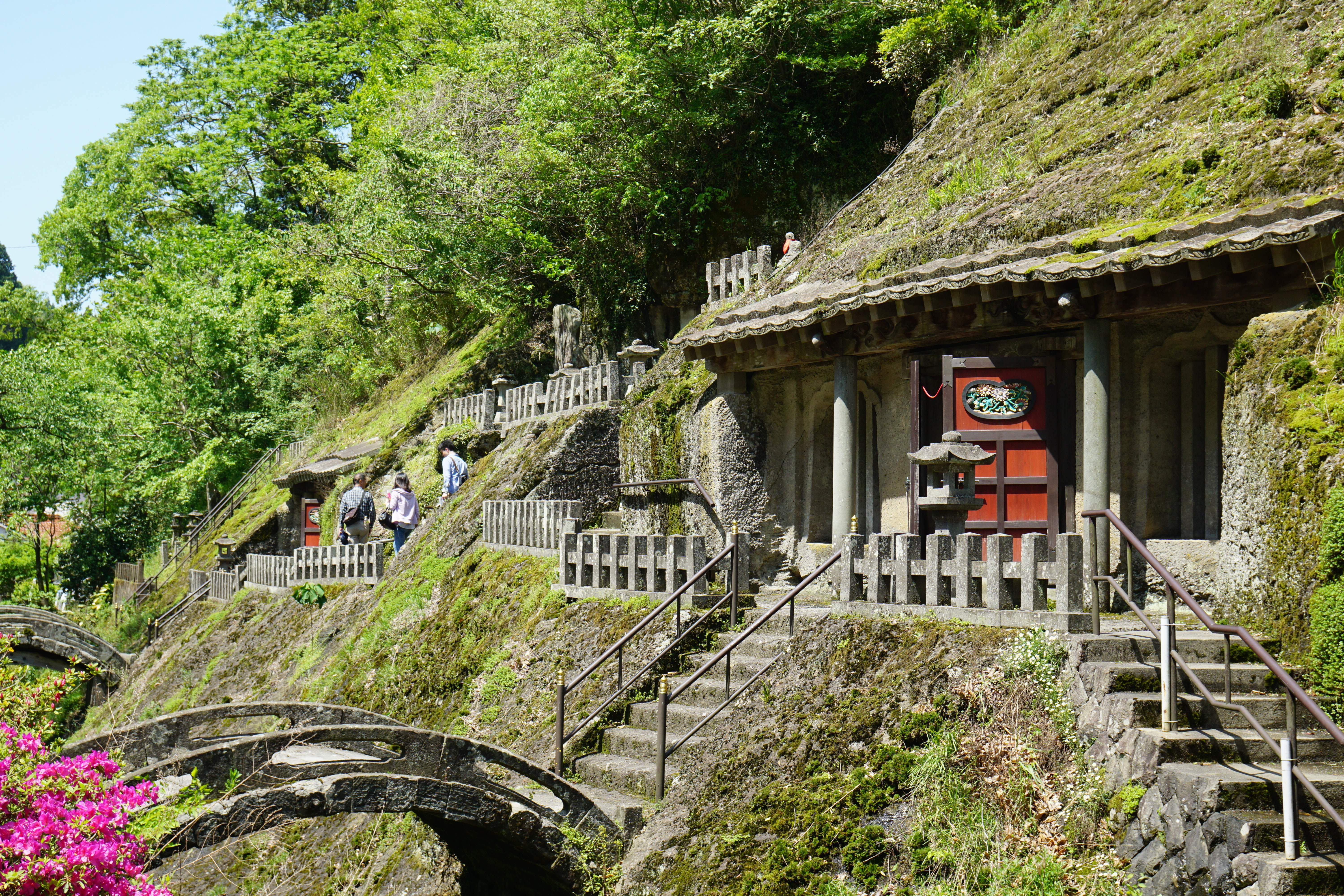
羅漢寺五百羅漢

- 銀山柵内 (Ginzan Sakunouchi, 1246-001a)
  - 仙ノ山・仙ノ山城郭群
  - 本谷間歩群…大久保間歩・釜屋間歩・金生坑など
  - 大谷間歩群…龍源寺間歩など
  - 清水谷間歩群…清水谷精錬所やトロッコ軌道跡
  - 安原谷間歩群
  - 於紅ヶ谷間歩群
  - 石銀間歩群・石銀集落跡
  - 昆布山谷間歩群
  - 山吹城跡
  - 佐毘売山神社
- 大森銀山重要伝統的建造物群保存地区 (Ômori-Ginzan, 1246-001f)
- 代官所跡（石見銀山資料館） (Daikansho Site, 1246-001b)
- 重要文化財熊谷家住宅 (House of the Kumagai Family, 1246-001h)
- 羅漢寺五百羅漢 (Rakan-ji Gohyakurakan, 1246-001i)
- 宮ノ前地区 (Miyanomae, 1246-001g)
- 矢滝城跡 (Yataki-jô Site, 1246-001c)
- 矢筈城跡 (Yahazu-jô Site, 1246-001d)
- 石見城跡 (Iwami-jô Site, 1246-001e)

#### 街道（石見銀山街道）
- 鞆ヶ浦道 (Iwami Ginzan Kaidô Tomogauradô, 1246-002a)
- 温泉津沖泊道 (Iwami Ginzan Kaidô Yunotsu-Okidomaridô, 1246-002b)

#### 港と港町
- 鞆ヶ浦 (Tomogaura, 1246-003a)
- 沖泊 (Okidomari, 1246-003b)
- 温泉津重要伝統的建造物群保存地区 (Yunotsu, 1246-003c)

#### その他周辺
- 石見銀山処刑場
- 千人壷
- 胴地蔵
- 人切岩

### 登録基準
この世界遺産は世界遺産登録基準のうち、以下の条件を満たし、登録された（以下の基準は世界遺産センター公表の登録基準からの翻訳、引用である）。
- (2) ある期間を通じてまたはある文化圏において、建築、技術、記念碑的芸術、都市計画、景観デザインの発展に関し、人類の価値の重要な交流を示すもの。
- (3) 現存するまたは消滅した文化的伝統または文明の、唯一のまたは少なくとも稀な証拠。
- (5) ある文化（または複数の文化）を代表する伝統的集落、あるいは陸上ないし海上利用の際立った例。もしくは特に不可逆的な変化の中で存続が危ぶまれている人と環境の関わりあいの際立った例。

### 登録後の動き

#### 登録時の指摘事項
イコモスは石見銀山の世界遺産登録に際し、文化的景観のさらなる精査と保護の確立、観光地化対策、未発掘の考古遺跡の調査と木々に覆われている史跡の保全、今なお自然流出する鉱毒による環境汚染（主として水質と生態系への影響）、国道9号（仁摩温泉津道路）と山陰自動車道の仁摩・石見銀山インターチェンジ整備に伴う影響（環境アセスメント）などに配慮するよう指摘した。
しかし、銀山街道の温泉津沖泊道で温泉津に至る途中に位置し石畳が敷かれた梨ノ木坂が2008年に仁摩温泉津道路の整備に伴い破壊され消滅した（発掘調査による記録保存と、風土工学に基づき石畳を側道の石段として再利用はしている）。同遺跡周辺は絶滅危惧種のオオタカ・ミサゴ・サシバの生息域でもあった。

#### 軽微な変更
2010年（平成22年）の第34回世界遺産委員会において、資産範囲の軽微な変更申請が認められた。
具体的には、登録時にイコモスから指摘されていた項目の是正で、
1. 大森銀山：景観という観点から町並みの背景となる両側の稜線から山裾までの山林も資産範囲に含めるべき → 2007年12月に重要伝統的建造物群保存地区に追加選定。面積32.8ヘクタールから83.62ヘクタールに拡張。
2. 温泉津港：内港および船着き場も鞆ヶ浦や沖泊のように資産範囲に含めるべき → 2009年（平成21年）12月に重要伝統的建造物群保存地区に追加（2.9ヘクタール）選定。
3. 鞆ヶ浦・沖泊：街道の真正性が断片的である → 街道として遺構の形状に何らかの改変が加えられつつも、軽微で復元可能部分を2008年（平成20年）3月に史跡追加（0.25ヘクタール）指定。これにより街道全体の73％の区間が資産範囲となった。

### ガイダンス施設

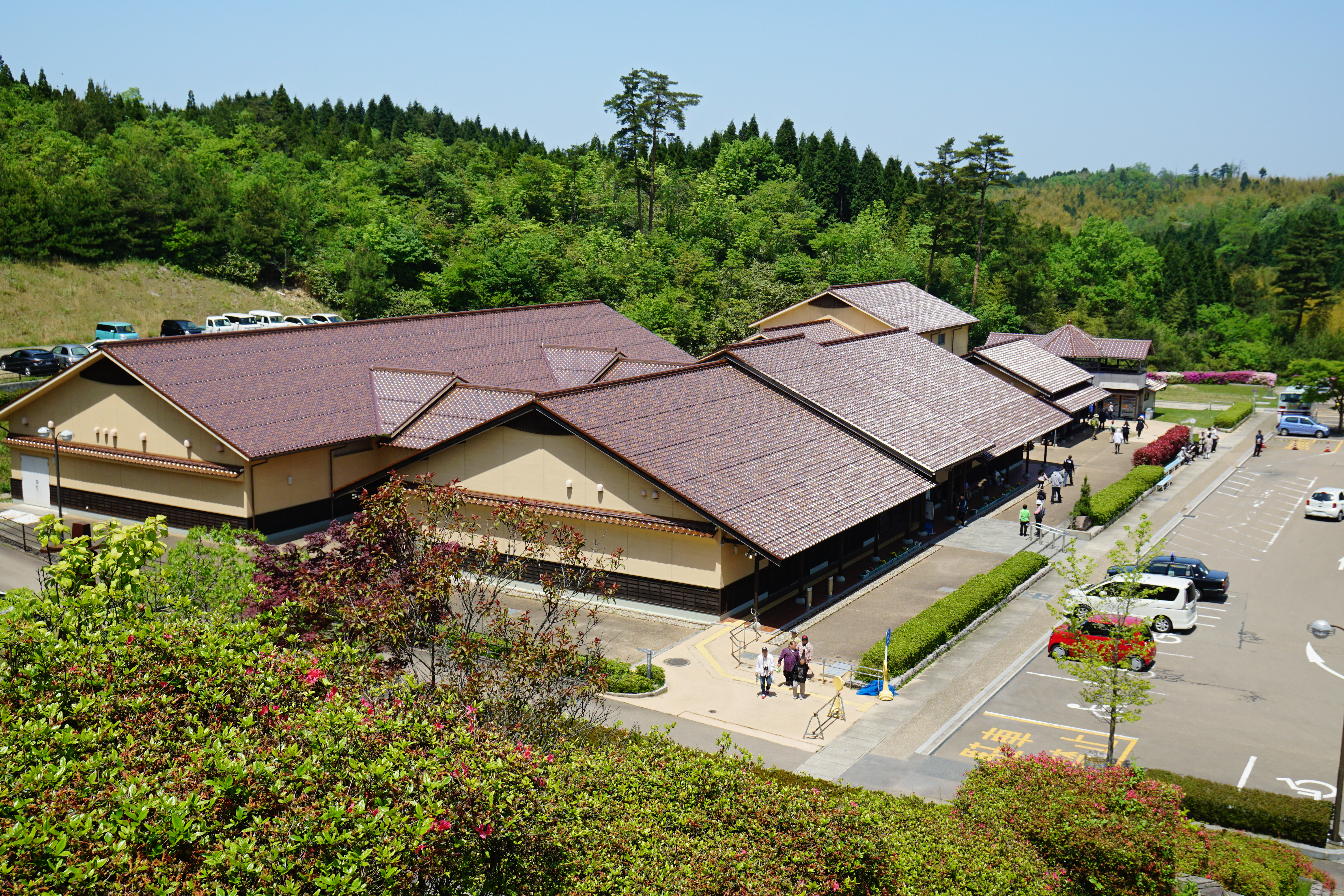
石見銀山世界遺産センター

世界遺産条約第5条にある「文化遺産及び自然遺産の保護、保存及び整備の分野における全国的、または地域的な研修センターの設置」という条文に基づく「来訪者施設（ビジターセンター）の整備及び個々の資産における説明と情報提供を行う場所」として、2008年10月20日に石見銀山世界遺産センターを銀山柵内の東部に開設した。
この他、明治時代の建物を利用して1976年（昭和51年)に開館した石見銀山資料館があり、世界遺産センターとの差別化を図るべく展示内容の見直しを行い、2022年4月1日にリニューアルオープンした。展示の中核は石見銀山の代官を務めた井戸平左衛門正明で、サツマイモの栽培を奨励したことから「芋代官」と呼ばれたことにちなみ、いも代官ミュージアムの愛称（副称）を付けた。

## 街並みと観光

### 重要伝統的建造物群保存地区
先述のように重要伝統的建造物群保存地区に指定されている。特に大森町では比較的狭い範囲で急激な都市の発達が起きたため、武士や商人、寺社などが入り混じる都市構造となり、これらが隣接する別のエリアに居住するのが一般的だった封建時代の日本では珍しいことだった。
2018年（平成30年）4月9日に発生した島根県西部地震により、銀山柵内の佐毘売山神社で狛犬の台座が崩れ、大安寺跡では石垣の一部が崩落するなど遺跡内の計12か所で石垣に被害が発生したほか、大森地区でも古民家の土壁が崩壊し屋根瓦が落下するなどの被害が出た。

### 環境保全と観光
2004年6月26日、住民を主役として官民一体で石見銀山遺跡の保全・活用を議論するための石見銀山協働会議がおこなわれた。そこでは、石見銀山が世界遺産に登録されることによる地域経済の活性化を期待する声が上がる一方で、観光地化による生活環境への影響を懸念する声も上がった。このように世界遺産の活用に関して住民が初めから参加しての取り組みが行われたのはアジアで初めてのことであり、この会議への公募に対して120人の応募者が集まった。2005年5月23日には、官民の連携のために「石見銀山維持・保全活動連絡会」が組織され、民間団体主導での石見銀山の清掃活動などが行われてきた。ICOMOSによる登録延期勧告が行われた直後の2007年5月28日に近藤誠一ユネスコ大使が石見銀山の視察に訪れた際には、地元住民たちが石見銀山の世界遺産登録に向けた熱意を持っていると報道され、世界遺産登録後も、登録1周年の2008年に行われた清掃活動である「クリーン銀山」のような地元住民らによる活動が続けられている。このような積極的な地元住民の活動の一方で、石見銀山は単なる「穴」だとして世界遺産登録に困惑しているという地元住民の声も取り上げられた。
登録翌年の2008年には観光客は81万人に達した。しかし、石見銀山が世界遺産に登録されて以降、観光ルートに暮らす住民らは観光客の殺到による治安悪化や騒音などの観光公害に直面し、不安の声が上がっていた。そのため、バスでの乗り入れの制限を行うなどの対応がとられたが今度は観光客の減少が起こり、観光振興と地域生活のバランスも課題となっている。ただ、地元の関連団体などでは産業遺産には理解が難しいところがあるためガイドが重要であり、観光客の満足度を上げるためにも観光客数は30万〜40万人がキャパシティ的には適切とみている。

#### 環境に配慮した観光
世界遺産委員会では石見銀山が環境を大切にしていた鉱山であるという点が評価されたことから、その観光についてもパークアンドライドといった環境負荷の少ない観光モデルへの取り組みが行われている。
また、環境負荷の少ない移動手段の導入も進められている。
- 馬車型電気自動車（導入予定）

島根県次世代自動車等技術研究会（島根大学、島根県産業技術センター、企業で構成）が試作したもので2013年10月には試乗会も行われ石見銀山において実用化される予定。
- ベロタクシー

銀山公園から龍源寺間歩の2.3kmの区間などを運行。最大定員は大人2人（幼児1人も乗車可）。天候によって中止の場合もある。2020年3月に営業を終了した。
- レンタサイクル

大森代官所前や大森バス停で貸し出しが行われている。

#### 持続可能性
2012年に開催された「世界遺産条約採択40周年記念－世界遺産と持続可能な開発：地域社会の役割」（京都ビジョン）において、世界遺産存続のためコミュニティの存在の重要性が確認された。世界遺産を維持するためのコミュニティの課題は持続可能性となる。都市部の世界遺産を除くと、人口減少によるコミュニティ自体の存続低下が危惧される。そうした中で石見銀山を含む大田市では、世界遺産登録後からUターン・Iターンによる人口増がみられ、宝島社の『田舎暮らしの本』（2015年2月号）で移住したい町の一位に選ばれるなど、世界遺産登録地域におけるコミュニティ存立のモデルケースとなっている。
一方で、ユネスコは持続可能な保全のための費用捻出方法として、世界遺産を観光資源として活用するという方針（遺産の商品化）を提示しているが、石見銀山では登録当初に比べ訪問者数が減っており、銀山柵内・宮ノ前地区にはほとんど宿泊施設がないことから観光客は日帰り訪問が多く、滞在型観光がもたらすような収益は得られていない（温泉津温泉街泊は除く）。また、前述のように移住者は増えているものの、観光関係への就業率は低いのが実状となっている。緩衝地帯を含む世界遺産範囲内では石見銀山景観保護条例によって新たな店舗の建築が制限されており、土産物屋やカフェを営むにも大森地区の伝統家屋の外観を維持しつつの開業となり、そもそも空物件が出ることも滅多になく、文化循環・資本の循環はまだ確立していない。後述の#地震による損壊の際には間歩の崩落はなかったものの、立入禁止措置が採られたこともありツアーのキャンセルが相次ぐ事態となった。

#### 持続可能な観光
上記2節の取り組みを受け、遺産の価値を維持するため観光客を受け入れる側がNPO法人を立ち上げ観光の在り方を模索し、単なる物見遊山ではなく観光客にも一役買ってもらうような観光、すなわちサステイナブルツーリズムとして、世界遺産エリア内の山林を侵食し景観を害する竹（竹は植林史の対象外）の伐採に参加してもらうなどの試みが行われている。

### 坑道の観光

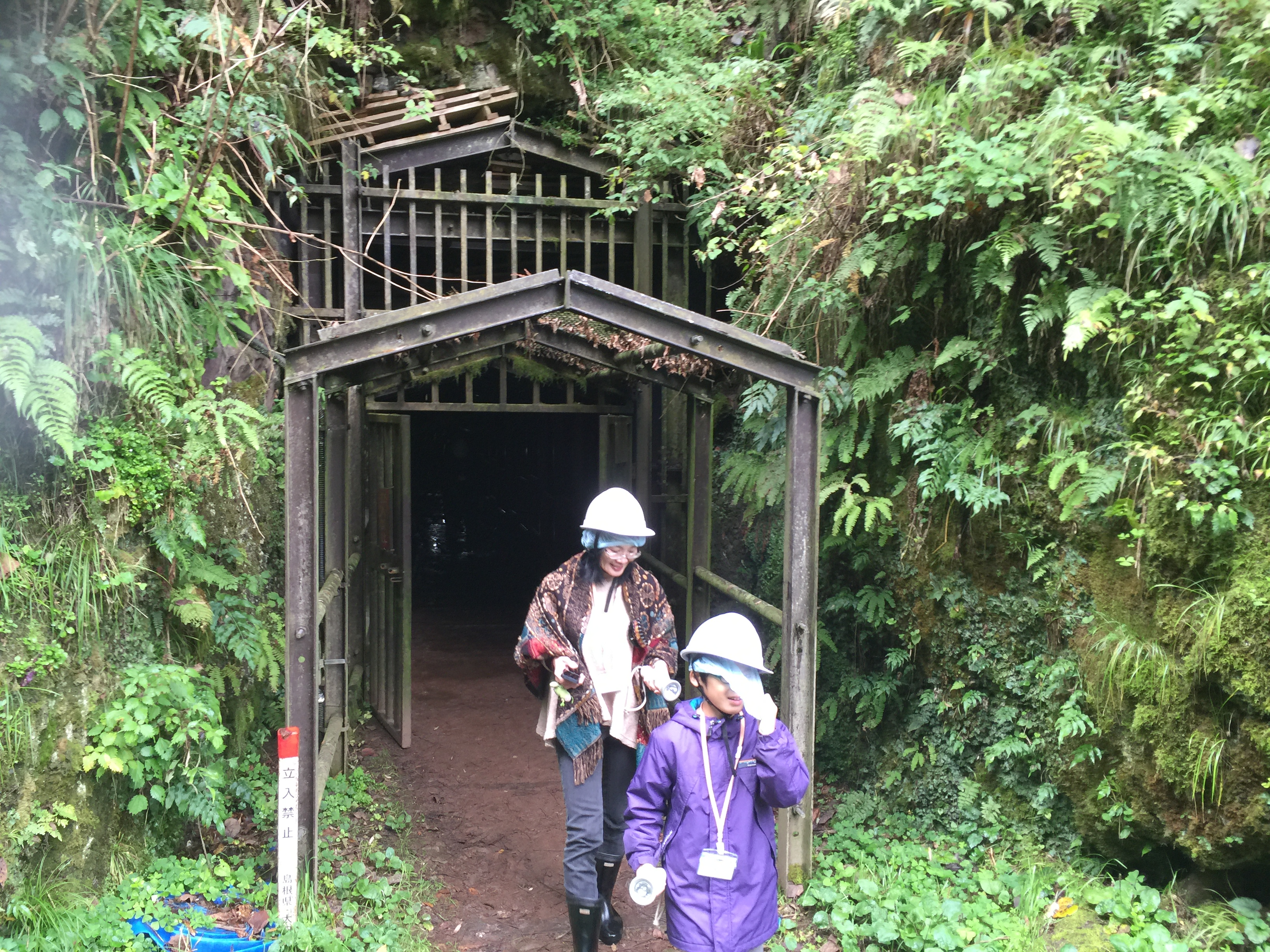
大久保間歩入口

石見銀山資料館から徒歩圏内の龍源寺間歩は、通年で一般公開され内部を見学できる。2008年より、大久保間歩の内部も一般公開されたが、ツアー形式で週末のみ限定公開となっている。大久保間歩の見学ツアーは基本的に予約が必要だが、閑散期は予約なしでも参加可能である。冬季はコウモリの越冬のために開催されていない。見学ツアーは、石見銀山世界遺産センターよりバスで10分ほど移動し、その後しばらく山中を徒歩で登る形式で開催されており、釜屋間歩や金生坑の坑道口なども見学できる。

### 課題と変化
駐車場のある石見銀山公園から公開されている坑道「龍源寺間歩」までは2.3kmある上に、観光車両は入れないため訪問者の移動は徒歩か有料のレンタサイクル、ベロタクシーのみと交通面で不便であり、夏場や雨天時の散策は体力的に厳しく、長距離歩行が困難な高齢者や障害者にとって気軽に見学できる場所とはいえない。そのため、2008年には石見銀山を訪れる観光客が81万人に達したが、その後観光客数は減少傾向が続き、2016年は世界遺産登録前の水準の約30万人に戻っている。
一方で石見銀山のある大森町は過疎の町だったが、2010年代から若者の移住者が増えており、2012年3月から2021年3月までに32世帯が大森町に転入するなど人口では変化がみられる。

## 交通
- 山陰自動車道出雲ICまたは江津ICより国道9号を利用。出雲市側からは大田市の市街地より島根県道46号大田桜江線を南西に、江津市側からは大田市仁摩町の仁万交差点より右折島根県道31号仁摩邑南線を東南に進む。
- 出雲空港から出雲市駅までリムジンバスで約30分、出雲市駅からJR大田市駅まで普通列車で約40分、仁万駅まで約55分。大田市駅または仁万駅より石見交通の路線バスに乗車。

## 石見銀山を舞台とする小説
- 松本清張『数の風景』（1987年）- 大森地区の地元企業中村ブレイス本社前に記念碑がある。
- 千早茜『しろがねの葉』（新潮社2022年）[70]

## テレビ番組
- 日経スペシャル ガイアの夜明け 世界遺産がやってくる ～復興？混乱？･･･町は変わるか～（2008年8月26日、テレビ東京）[71]。- がっかり観光地からの脱却を取材。

## 備考
- 江戸時代には殺鼠剤「石見銀山猫いらず」が知られたが、原料の砒石（亜ヒ酸）は旧笹ヶ谷鉱山（津和野町）で銅を採掘した際に産出されたもので、「石見銀山」の知名度を利用して販売されたものである[72]。